# Сомлук Камсінг
Сомлук Камсінг (тай. สมรักษ์ คำสิงห์; нар. 16 січня 1973, Кхонкен, Таїланд) — таїландський боксер, кікбоксер, боєць муай-тай. Олімпійський чемпіон 1996 року, перший олімпійський чемпіон в історії Таїланду.

## Аматорська кар'єра
На чемпіонаті Азії 1992 завоював бронзову медаль в категорії до 57 кг, програвши у півфіналі Пак Док Гю (Південна Корея).

### Олімпійські ігри 1992
- 1/16 фіналу. Переміг Майкла Стренджа (Канада) — 11-9
- 1/8 фіналу. Програв Фаустіно Реєсу (Іспанія) — 15-24

1994 року став чемпіоном Азії, здобувши три перемоги, а також чемпіоном Азійських ігор, здобувши чотири перемоги, у тому числі над Мухаммадкадиром Абдуллаєвим (Узбекистан).
1995 року став чемпіоном Ігор Південно-Східної Азії. На чемпіонаті Азії 1995 програв у першому бою.

### Олімпійські ігри 1996
- 1/16 фіналу. Переміг Луїса Седа (Пуерто-Рико)  28-16
- 1/8 фіналу. Переміг Філіпа Н'ду (Південна Африка) — 12-7
- 1/4 фіналу. Переміг Рамаза Паліані (Росія) — 13-4
- 1/2 фіналу. Переміг Пабло Чакона (Аргентина) — 20-8
- Фінал. Переміг Серафіма Тодорова (Болгарія) — 8-5

1998 року став чемпіоном Азійських ігор вдруге, здобувши чотири перемоги, у тому числі над Тулкунбаєм Тургуновим (Узбекистан) в фіналі.

### Олімпійські ігри 2000
- 1/16 фіналу. Переміг Андреса Ледесму (Колумбія) — RSC
- 1/8 фіналу. Переміг Тулкунбая Тургунова (Узбекистан) — 7-2
- 1/4 фіналу. Програв Рікардо Хуаресу (США) — RSC

На чемпіонаті Азії 2002 завоював бронзову медаль в категорії до 60 кг, здобувши дві перемоги над Ділшодом Махмудовим (Узбекистан) та Ентоні Ігускіза (Таїланд) і програвши Аднану Юсох (Малайзія) у півфіналі.

### Олімпійські ігри 2004
- 1/16 фіналу. Програв Бенуа Годе (Канада) — 17-32

## Акторська кар'єра
По закінченні спортивної кар'єри зіграв декілька епізодичних ролей в кіно, зокрема у фільмі «Молитва перед світанком» 2017 року.